# Crispinus och Crispinianus
För den norske författaren med pseudonymen Crispinus, se Claus Pavels Riis.
Crispinus och Crispinianus (franska: Saint Crépin et saint Crépinien), döda 287 i Rom, var två kristna skomakare i Frankrike under 200-talet, som led martyrdöden.  De vördas som helgon i Romersk-katolska kyrkan, med festdag den 25 oktober. De är skyddshelgon för skomakare.

## Biografi
Crispinus och hans bror Crispinianus arbetade som skomakare i Soissons, Frankrike, efter att ha flytt undan förföljelserna av de kristna i Rom. Bröderna led martyrdöden år 287, då de kastades i flytande bly; en annan version säger att de blev halshuggna.
I London finns en kyrka som heter St. Crispin's och som är tillägnad just skomakare. Den ligger intill Caledonian Market vid Bermondsey Square, där antikhandlare gör affärer varje fredag morgon.
I Rom fanns i Trastevere en kyrka invigd åt Crispinus och Crispinianus, benämnd Santi Crispino e Crispiniano. Kyrkan, som även gick under namnet San Salvatore de Pede Pontis, var belägen i närheten av Ponte Rotto och revs 1884.
Enligt traditionen har Crispinus och Crispinianus fått sitt sista vilorum i kyrkan San Lorenzo in Panisperna på Viminalen i Rom.
Helgonen är numera framför allt kända genom att deras helgondag anförs i William Shakespeares drama Henrik V som den dag då engelsmännen vinner sin seger i slaget vid Azincourt.